# Kusum Kanguru

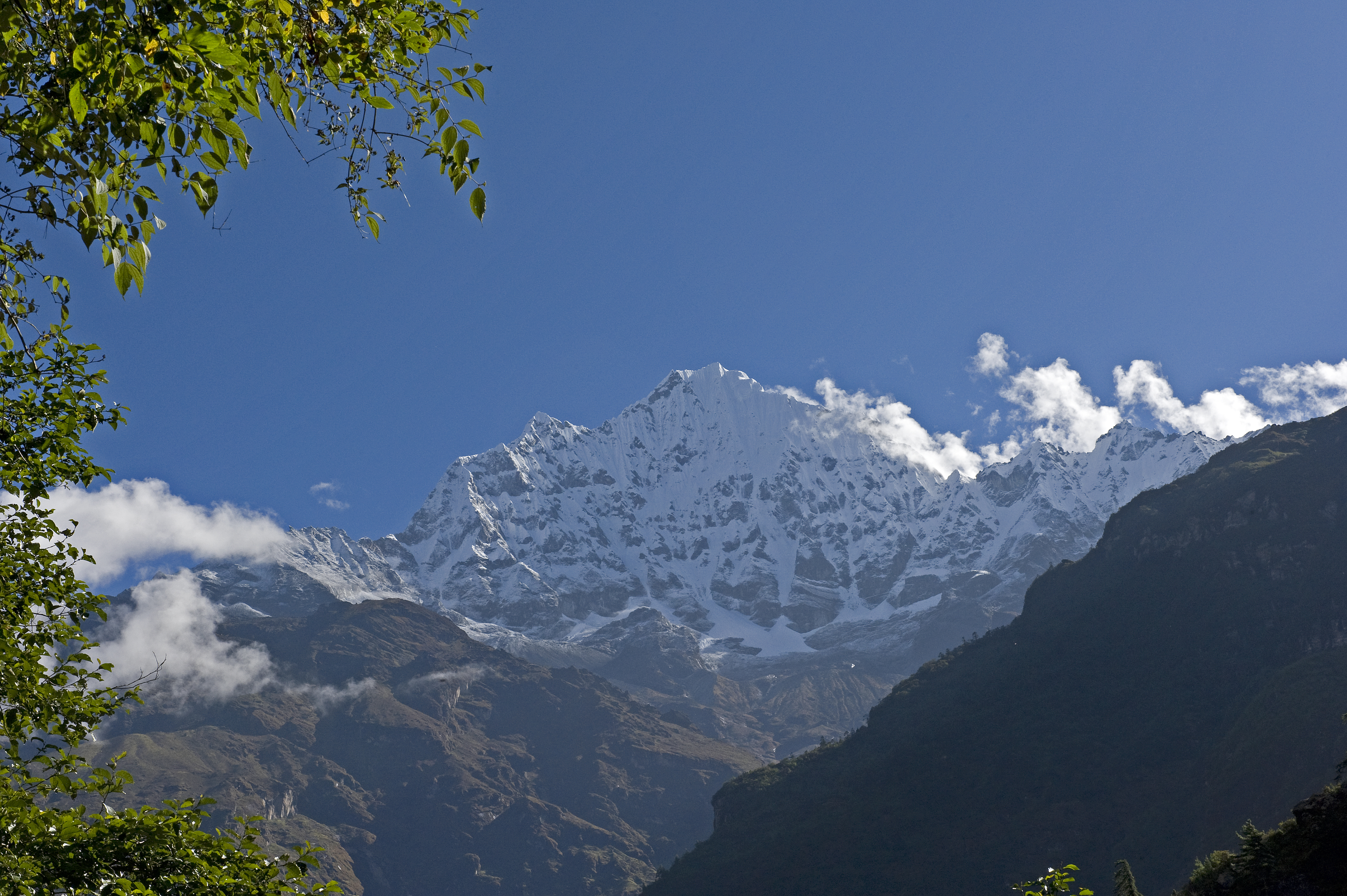

Kusum Kanguru (též nazývaná Kusum Kangguru, Kusum Kangru, Kusum Kang, Kusumkhang Karda nebo Mount Kanguru) je hora v Himálaji v severovýchodním Nepálu, oblast Khumbu. 
Její jméno Kusum Kanguru znamená „tři sněhobílí bohové“, což v šerpštině odkazuje na trojitý vrchol hory a je jednou z prvních vysokých zasněžených hor, kterou je vidět při trekkingu do základního tábora Mount Everest. Severně od 6367 m vysokého Kusum Kanguru leží Kjašar (6769 m), s nímž je spojen hřebenem a 8 km východně se nachází Mera Peak (6476 m).

## Historie výstupů
Z dvaceti dvou pokusů o výstup na vrchol vysoký 6367 metrů (6369 m nebo 6370 m podle jiných mapových zdrojů) v letech 1978 až 1998 bylo hlášeno devět úspěšných expedic.
Po neúspěšných pokusech britských, japonských a dvou novozélandských expedic, japonská expedice vedená Kenem Kanazawou dosáhla nižšího severovýchodního vrcholu 9. října 1979.
První úspěšný výstup na hlavní vrchol provedl Bill Denz z Nového Zélandu dne 7. října 1981. Druhý výstup se podařil o pět dní později, dne 12. října 1981, japonskému týmu jinou cestou.
V následujících letech byly otevřeny nové trasy, všechny z technického hlediska velmi náročné.